# Hal King
Hal King (1913-1986) est un animateur américain ayant travaillé pour les Studios Disney. 

## Filmographie
- 1942 : Donald bagarreur
- 1942 : Donald à l'armée
- 1943 : Gauche... Droite
- 1943 : Facéties militaires
- 1943 : À l'attaque !
- 1944 : Les Trois Caballeros
- 1945 : Imagination débordante
- 1945 : Hockey Homicide
- 1946 : La Boîte à musique
- 1946 : Peinture fraîche
- 1946 : Donald gardien de phare
- 1946 : Mélodie du Sud
- 1947 : Le Clown de la jungle
- 1947 : Coquin de printemps
- 1948 : Mélodie Cocktail
- 1948 : Danny, le petit mouton noir
- 1949 : Le Crapaud et le Maître d'école
- 1950 : Cendrillon
- 1951 : Donald pilote d'essai
- 1951 : Alice au pays des merveilles
- 1952 : Susie, le petit coupé bleu
- 1953 : Peter Pan
- 1953 : Franklin et moi
- 1954 : C'est un souvenir de décembre
- 1955 : La Belle et le Clochard
- 1958 : La Légende de la Vallée endormie
- 1959 : La Belle au bois dormant
- 1960 : Goliath II
- 1961 : Les 101 Dalmatiens
- 1961 : Donald and the Wheel
- 1957-1961 : Disneyland (3 épisodes)
- 1963 : Merlin l'Enchanteur
- 1966 : Winnie l'ourson et l'Arbre à miel
- 1967 : Le Livre de la jungle
- 1968 : Winnie l'ourson dans le vent
- 1970 : Les Aristochats
- 1971 : L'Apprentie sorcière
- 1973 : Robin des Bois
- 1977 : Les Aventures de Winnie l'ourson (film)